# KZ Đakovo
Das Konzentrationslager Đakovo oder Djakovo (serbokroatisch Koncentracioni logor Đakovo/ Концентрациони логор Ђаково) war ein Konzentrationslager in Đakovo im Unabhängigen Staat Kroatien (NDH) während des Zweiten Weltkriegs. 
Das Lager nahm besonders Frauen und Kinder auf. Es war eines der KZs unter der Herrschaft der kroatisch-faschistischen Ustascha und wurde im Dezember 1941 während des Zweiten Weltkriegs in Đakovo errichtet. Im KZ Đakovo waren Frauen, hauptsächlich Jüdinnen und Serbinnen, sowie deren Kinder, aus Sammelpunkten in Sarajevo und anderen Orten in Bosnien und Slawonien interniert. Am 1. Dezember 1941 kam der erste Transport von 1197 Frauen und Kinder in Đakovo an. Drei Wochen später trafen weitere 668 Frauen und Kinder ein. Unter den Frauen befanden sich etwa 50 Serbinnen, aber die meisten waren Jüdinnen. Im März 1942 wurden aus dem Stara Gradiška 1161 meist typhuskranke serbische und jüdische Frauen nach Đakovo deportiert. Hinter diesem Transport befand sich offensichtlich das Kalkül von Ustascha-General Vjekoslav Luburić, der Oberbefehlshaber aller KZs im NDH, das Lager zu infizieren und so schließlich zu liquidieren. Bald befanden sich schon 3000 Internierte im Lager. Typhus und Diphtherie breiteten sich aus und es herrschte Hunger. Ab 1942 verschlechterte sich die Lage für die gefangen gehaltenen Frauen und Kinder dramatisch, ebenso kam es zu Folterungen, Misshandlungen und Vergewaltigungen der Frauen durch die Ustascha. Im Mai waren bereits 1500 Frauen schwer erkrankt. Schließlich begann die Auflösung des Lagers, die am 5. Juli beendet wurde. Zuvor wurden 3000 Frauen und Gefangene ins KZ Jasenovac transportiert und die meisten davon dort ermordet. Wie viele Menschen im KZ Đakovo ums Leben kamen, ist noch nicht abschließend geklärt, jedoch sind auf dem Lagerfriedhof des KZ Đakovo in Đakovo, dem einzigen Lagerfriedhof in Kroatien, 569 Frauen und Kinder bestattet.   